# Astrobotic Technology
Astrobotic Technology — американська приватна компанія, яка займається розробкою технологій для пристроїв телеприсутності, що застосовуватимуться під час польотів на Місяць. Запуск їхнього космічного апарата Peregrine ракетою Atlas V очікується у 2021 році.
У 2018 році ціни компанії на доставку вантажів були наступними:
- навколомісячна орбіта — $300 тис./кг;
- місячна поверхня — $1,2 млн./кг;
- вантаж на ровері — $2 млн./кг.[2]

## Історія розвитку
Протягом 2008—2011 років НАСА підписала із Astrobotic кілька контрактів на загальну суму $1,894 млн. на розробку методів видобутку реголіту, присртою для перевірки мобільності ровера тощо.
Компанія брала участь у конкурсі Google Lunar X Prize, який закінчився без визначення переможця. Однак, Astrobotic отримала там $1,75 млн. за виконання умов трьох мініконкурсів: м'яка посадка лендера (посадкового модуля), подолання ровером 500 м та передача високоякісних фото і відео.
В 2011 році Astrobotic домовилася із SpaceX про запуск у 2013 році їхнього лендера Griffin, що повинен був доставити на місячний північний полюс ровер Polaris. Ця місія отримала назву Icebreaker і кілька разів відкладалася. У 2016 році Astrobotic разом із двома іншими компаніями Hakuto і Team AngelicvM, що брали участь у GLXP, домовилися наступним чином: кожна команда відправляє свій ровер за допомогою лендера Astrobotic та Falcon 9, а витрати ділять між собою. Однак, невдовзі Griffin змінив дизайн і став називатися Peregrine, а ракету замінили на Atlas V.
31 травня 2019 року стала однією із трьох компаній, які обрала НАСА для доставки на Місяць вантажів. Astrobotic отримає $79,5 млн. за відправлення у зону Озера Смерті чотирнадцятьох приладів для проведення наукових експериментів у червні 2021 року. Серед вантажів будуть домовлені раніше ровери від Hakuto та Team AngelicvM, а також «бібліотека», зроблена мікродруком на пластинці нікелю, що включатиме вміст Wikipedia.